# Petite-Rivière-de-l'Artibonite
Petite-Rivière-de-l'Artibonite (Haïtiaans-Creools: Ti Rivyè Latibonit) is een stad en gemeente in Haïti met 171.000 inwoners. De plaats ligt aan de Artiboniterivier, 23 km ten oosten van de stad Saint-Marc. De gemeente maakt deel uit van het arrondissement Dessalines in het departement Artibonite.

## Bezienswaardigheden
- Het fort Crête-à-Pierrot. Hier vond op 24 maart 1802 een veldslag plaats binnen de Haïtiaanse Revolutie. De Haïtiaanse rebellenleider Jean-Jacques Dessalines behaalde hierbij een overwinning op de Franse generaal Rochambeau. Dit was een belangrijke stap in de onafhankelijkheid van Haïti.
- Het "Paleis met 365 deuren". Gebouwd in 1816 door Hendrik I van Haïti. In het verleden zijn hier overheidskantoren in gehuisvest geweest.

## Bevolking
In 2009 had de gemeente 155.272 inwoners, in 2003 werden 109.883 inwoners geteld. Dit komt neer op een stijging van 5,9% per jaar.
Van de bevolking woont 25% in de dorpskernen en 75% in ruraal gebied. 50,3% van de bevolking is mannelijk. 44% van de bevolking is jonger dan 18 jaar.

## Economie
Er wordt voornamelijk katoen, koffie, suikerriet, limoen, tabak en rijst verbouwd. Verder vindt er industriële verwerking van rietsuiker plaats. Daarnaast teelt de bevolking gele yam, maïs, kool, zwarte en rode bonen, cacao en vruchten zoals de grapefruit.

## Patroonheilige
De patroonheilige van Petite-Rivière-de-l'Artibonite is Sint-Hiëronymus. Zijn feestdag wordt gevierd op 30 september.

## Indeling
De gemeente bestaat uit de volgende sections communales:
| Nr. | Naam           | Km²    | Inw.2015 |
| --- | -------------- | ------ | -------- |
| 1   | Bas Coursin I  | 48,14  | 41.569   |
| 2   | Bas Coursin II | 33,11  | 13.687   |
| 3   | Labady         | 66,65  | 59.643   |
| 4   | Savane à Roche | 145,46 | 23.909   |
| 5   | Pérodin        | 117,56 | 15.813   |
| 6   | Médor          | 95,79  | 16.119   |